# Giorgio Pressburger
Dans le nom hongrois Pressburger György, le nom de famille précède le prénom, mais cet article utilise l’ordre habituel en français György Pressburger, où le prénom précède le nom.
Pour les articles homonymes, voir Pressburger.
Giorgio Pressburger, né György Pressburger le 21 avril 1937 à Budapest en Hongrie et mort le 5 octobre 2017 à Trieste en Italie, est un écrivain, réalisateur, scénariste et dramaturge hongrois, naturalisé italien.

## Biographie
Giorgio Pressburger est né dans le huitième arrondissement de Budapest — un quartier pauvre — au sein une famille de la toute petite bourgeoisie juive slovaque,,,. Il a un frère jumeau, Nicola. Les deux connaissent une enfance sous le nazisme et voient leur famille décimée (leur grand-mère et leur tante furent tuées à Bergen-Belsen). Leur jeunesse est ensuite marquée par l'invasion soviétique de 1956 (le père sera envoyé en camp de travail, sous l'accusation de « bourgeois »), et la répression de l'insurrection de Bucarest entraîne l'exil de la famille à Rome. Giorgio Pressburger adopte la langue italienne, et s'installe à bientôt Trieste. En 1985, il est déchiré par la mort de Nicola, avec qui il a écrit en tandem durant plusieurs années, dont ses deux premiers ouvrages, qui allait le révéler comme un grand écrivain aux lecteurs et aux critiques,. Six mois avant sa propre disparition, Pressburger déclarera encore à propos de son frère: « après sa mort en 1985, ma voix a changé, elle est devenue plus sombre. »

### Études
Il étudie, à l'université de Rome, la biologie, la génétique et le fonctionnement du cerveau humain. Cette formation se retrouvera dans son travail de son travail d'écrivain et d'homme de théâtre. Car Parallèlement à ses études scientifiques, il suit les cours de l’Accademia d'Arte Drammatica de Rome et obtient le diplôme de réalisateur.  

### Carrière
À partir de 1962, il commence à se faire connaître comme réalisateur de pièces de théâtre, tant classiques (Eschyle, Goldoni) que contemporaines (Pasolini, Bohumil Hrabal, etc.). Il produit ensuite ses propres pièces, puis des comédies musicales, et enseigne l'art dramatique à l’Accademia de Rome. Il a également travaillé dans les années 1980 pour France Culture. 
Entre 1998 et 2002, il retourne dans sa ville natale pour y diriger l’« Istituto Italiano di Cultura » de Budapest,. Il a aussi créé le « Mittelfest (it)de Cividale del Friuli » et en a assuré la direction artistique de 1991 à 2003. Ce festival est l'occasion pour les artistes de dix-sept pays de la Mitteleuropa de présenter leurs créations théâtrales, souvent très novatrices et d'une grande diversité. D'autre part, Pressburger s'est présenté aux élections européennes de 2009 en Italie sur la liste Italia dei Valori. 
Il a reçu de nombreux prix, dont le prix Viareggio de 1998 pour La neve e la colpa (La Neige et la faute).  
Son dernier roman, Don Ponzio Capodoglio (non traduit) est paru quelque mois avant que Giorgio Pressburger ne meurt, à Trieste, le 5 octobre 2017, à l'âge de 80 ans. 

## Œuvre
Giorgio Pressburger est un créateur protéiforme qui a été actif dans de nombreux domaines artistiques: création radiophonique, réalisation de films, nombreuses mises en scène de théâtre, d’opéras et d’opérettes, écriture de pièces de théâtre, de romans et de nouvelles. Son œuvre est marquée par un pessimisme teinté d'humour (mélange propre à la Mitteleuropa), alimentés par la guerre, le génocide et les bouleversements politiques qui ont secoué l'Europe de l'Est durant l'après-guerre,. Pour Mark Axelrod-Sokolov, professeur de littérature comparée à la Chapman University, il était devenu l'un des écrivains italiens les plus estimés de sa génération.

### LIttérature
Durant une carrière d'une trentaine d'années, il aura « raconté la sombre origine du mal de l'histoire avec grâce et une passion renouvelée, l'enrichissant sans cesse d'arbres généalogiques bancals, denses et sans fin, semblables à ceux de sa propre famille ». Ainsi, son premier livre, écrit avec Nicola et publié en 1986, Histoires du huitième district, est un recueil de nouvelles qui narrent les expériences des jumeaux dans leur quartier de Budapest sous le nazisme et le stalinisme.
Si Pressburger fut un polyglotte (outre le hongrois et l'italien, il parlait allemand, français, anglais, russe et slovène[réf. souhaitée], c'était aussi un homme marqué par la perte de sa langue maternelle qu'il avait dû abandonner pour en adopter progressivement une autre. Il a mis en roman, sous le titre La Langue perdue, ce qui fut pour lui une métamorphose.
De La neige et la faute, sans doute son meilleur recueil de nouvelles se dégage, selon Marguerite Pozzoli, « une impression de réalité et d’étrangeté, de profondeur et de légèreté. » Ces textes se confrontent aux grands thèmes de la douleur, tant physique que morale, de la mort, ou encore de l'Autre (thème central chez Emmanuel Lévinas que G. Pressburger appréciait beaucoup) ainsi que de la foi — même si celle de Pressburger était plutôt inquiète et ne constituait pas une consolation. 

#### Pressburger et laDivine comédie

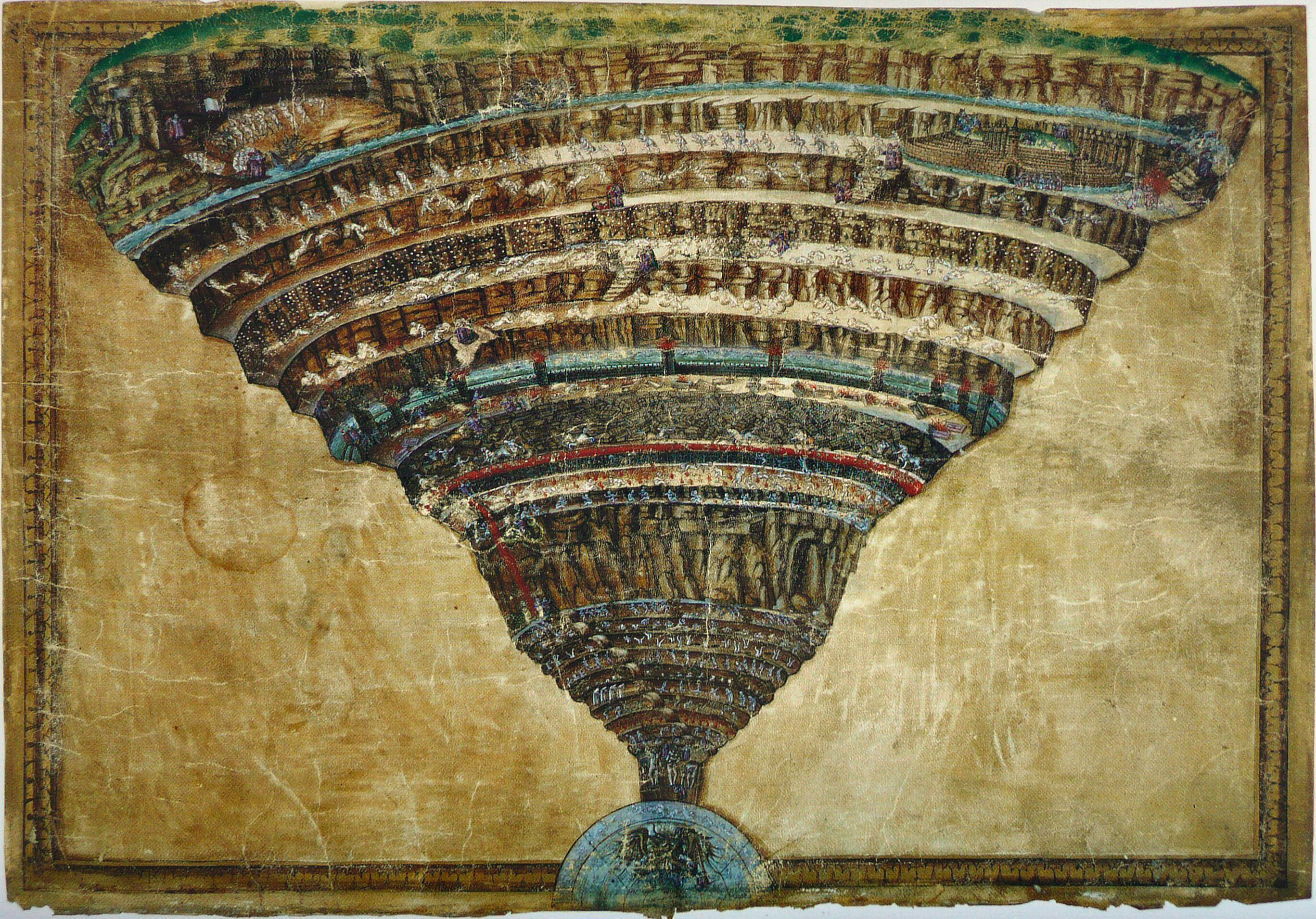
Botticelli, La Carte de l'Enfer, entre 1480 et 1490. Bibliothèque apostolique vaticane.

Giorgio Pressburger publie Italie respectivement en 2008 et 2013 deux ouvrages, Dans l'obscur royaume du désir et Histoire humaine et inhumaine, qui constituent une trilogie dans laquelle Pressburger revisite en quelque sorte la Divine comédie, un projet que Danièle Robert qualifie de « somptueuse récriture de l'œuvre dantesque ». Le premier titre est une sorte de prolongement du chant de l'Enfer, et le deuxième ouvrage des deux autres chants (Purgatoire et Paradis) . Ces deux livres constituent une sorte de voyage à travers l'histoire du XXe siècle. Pratiquant l'auto-analyse, et se retrouve, vivant, dans le monde des morts dont il rencontre (comme l'avait fait Dante) les personnages principaux de l'histoire mondiale. Cette dernière se noue et s'entrelace avec l'histoire tragique de la famille de l'auteur. Dans ce voyage, c'est la philosophe et mystique Simone Weil (dont il était un fervent admirateur) qui tient la place de Béatrice, et Freud celle de Virgile.

#### Don Quichotte
Dans le dernier roman, publié peu avant sa mort, Don Ponzio Capodoglio, G. Pressburger reprend une autre œuvre majeure de la littérature, le Don Quichotte de Cervantès. Dans cette fiction qui reprend certains éléments structurels du Quichotte, il plonge dans le tourbillon de l'histoire récente un chimiste expatrié, Pons Capdeuill, et, en lieu et place de Sancho Panza, l'épouse de l'ingénieur, la plantureuse Sieglinde qui se demande bien pourquoi son mari est pareillement obsédé par la question des origines et de l'ascendance. Ce faisant, l'auteur transpose les obsessions de Don Quichotte dans « le thème de l'identité, sur lequel j'ai toujours réfléchi, [et qui] est aujourd'hui la plus récurrente et la plus dangereuse des obsessions. »

### Cinéma
En 1981, il porte à l'écran Calderón, une pièce de théâtre de Pasolini. Le film est présenté lors de la vingt-neuvième édition du Festival du film de San Sebastien. En 2011, il dirige Dietro il buio (« Derrière l'obscurité »), adaptation au cinéma de la pièce de théâtre  de Claudio Magris Vous comprendrez donc (« Lei dunque capirà »).

## Œuvres traduites en français

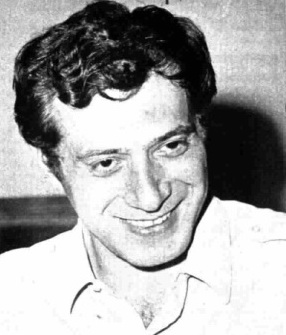
Giorgio Pressburger en juin 1975.

- Histoires du huitième district [« Storie dell'ottavo distretto »], avec Nicola Pressburger, trad. de Hélène Leroy, Lagrasse, Éditions Verdier, coll. « Terra  d’altri », 1989, 149 p.  (ISBN 2-86432-084-3)
- L’Éléphant vert [« L'Elefante verde »], trad. de Marguerite Pozzoli, Arles, Actes Sud, coll. « Lettres italiennes », 1990, 123 p.  (ISBN 2-86869-493-4)
- La Loi des espaces blancs [« La Legge degli spazi bianchi »], trad. de Marguerite Pozzoli, Arles, Actes Sud, coll. « Lettres italiennes », 1990, 183 p.  (ISBN 2-86869-594-9)
- Les Jumeaux [« I due gemelli »], trad. de Marguerite Pozzoli, Arles, Actes Sud, coll. « Lettres italiennes », 1998, 220 p.  (ISBN 2-7427-1471-5)
- La Neige et la Faute [« La neve e la colpa »], trad. de Marguerite Pozzoli, Arles, Actes Sud, coll. « Lettres italiennes », 2002, 229 p.  (ISBN 2-7427-3687-5)[15]
- L’Horloge de Munich [« L’orologio di Monaco »], trad. de Marguerite Pozzoli, Arles, Actes Sud, coll. « Lettres italiennes », 2005, 249 p.  (ISBN 2-7427-5858-5)
- La Langue perdue [« Il sussurro della grande voce »], trad. de Marguerite Pozzoli, Arles, Actes Sud, coll. « Lettres italiennes », 2008, 315 p.  (ISBN 978-2-7427-8072-3)
- Dans l’obscur royaume [« Nel regno oscuro »], trad. de Marguerite Pozzoli, Arles, Actes Sud, coll. « Lettres italiennes », 2011, 383 p.  (ISBN 978-2-7427-9624-3)
- Histoire humaine et inhumaine [« Storia umana e inumana »], trad. de Marguerite Pozzoli, Arles, Actes Sud, coll. « Lettres italiennes », 2015, 448 p.  (ISBN 978-2-330-04817-4)
- Nouvelles triestines, trad. de Marguerite Pozzoli, Arles, Actes Sud, coll. « Lettres italiennes », 2019, 176 p.  (ISBN 978-2-330-12156-3)

## Filmographie
- 1981 : Calderón (it)
- 2011 : Dietro il buio (it)

### Films sur et autour de Giorgio Pressburger
- Messaggio per il secolo, documentaire de Mauro Caputo, 2013.
- Il profumo del tempo delle favole, librement inspiré de L’Horloge de Munich, voix et présence de l’auteur, de Mauro Caputo, 2014.